# Ormos Béla
Ormos Béla, eredetileg Spitzer Béla (Újpest, 1899. március 1. – Mauthauseni koncentrációs tábor, 1945. április 13.) színész.

## Élete
Spitzer Bertold Albert (1858–1912) pincér és Glanz Henrietta (Jetty) gyermekeként született zsidó családban. Színészi tanulmányokat Herczeg Jenő és Rózsahegyi Kálmán színésziskolájában folytatott. Első szerződését 1920-ban a Bonbonnière Kabaréban kapta. A következő évtől a Royal Orfeum tagja lett, majd néhány évre elhagyta a színi pályát. Három évig a kereskedelemben dolgozott. Később Pesterzsébeten és más vidéki társulatoknál játszott. 1930 és 1934 között a Bethlen-téri Színháznál állt szerződésben. 1934-ben a Budapesti, 1935-ben a Terézkörúti Színpadon a kor nagy komikusai között léphetett fel, majd 1936-ban a Bethlen Téri Színházban és Budafokon játszott. 1939-ben a Kamara Színháztól kellett megválnia a zsidótörvények következtében, s ezután származása miatt csak az OMIKE Művészakció színpadán szerepelhetett. A második világháború alatt behívták munkaszolgálatra, Pozsonyligetfalun, később Hamburgban volt fogoly. 1945. március 29-én az oroszok elől Mauthausenbe helyezték át, ahol április 13-án életét vesztette.

## Magánélete
Házastársa Elingher Sára volt, akivel 1932. december 24-én Budapesten, a Józsefvárosban kötött házasságot.

## Filmszerepe
- Iza néni (1933)